# Plexaurella grisea
Plexaurella grisea är en korallart som beskrevs av Kunze 1916. Plexaurella grisea ingår i släktet Plexaurella och familjen Plexauridae. Inga underarter finns listade i Catalogue of Life.